# Izuöarna

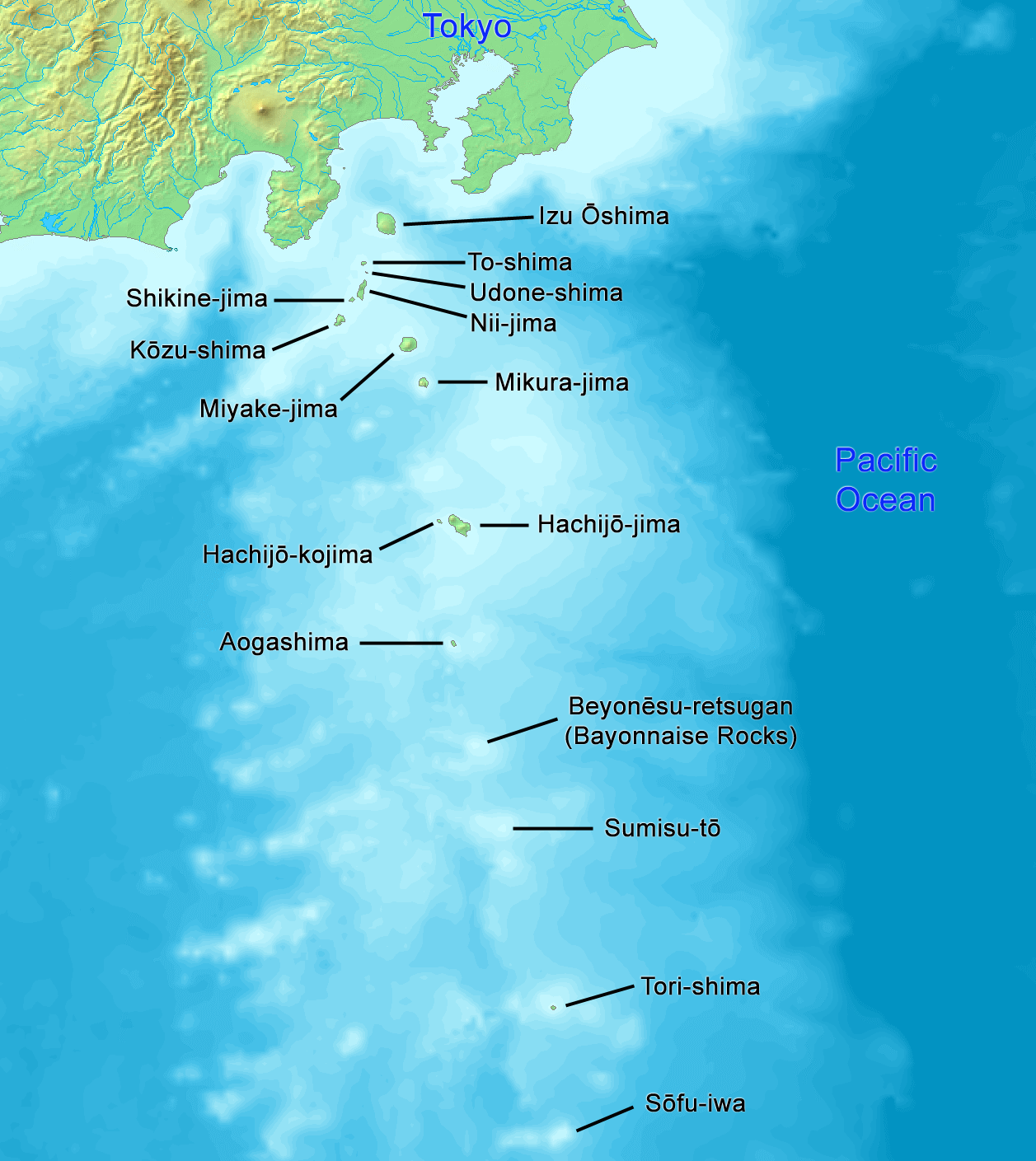
Lägeskarta

Izuöarna (japanska: 伊豆諸島?, Izu-shotō) är en ögrupp i nordvästra Stilla havet som tillhör Japan.

## Geografi
Izuöarna ligger i en kedja mellan 100 och 540 kilometer sydöst om Tokyo och cirka 350 kilometer norr om Ogasawaraöarna. Huvudöns geografiska koordinater är 34°44′N 139°17′Ö / 34.733°N 139.283°Ö.
Öarna är av vulkaniskt ursprung och har en areal om cirka 245 km². De består totalt av ett dussintal öar fördelade på Izu Shichitoöarna (De sju Izu-öarna):
- Izu-Ōshima, huvudön, cirka 91,06 km², cirka 9 100 invånare
- Hachijō-jima, cirka 14,00 km², cirka 8 900 invånare
- Kōzu-shima, cirka 18,87 km², cirka 2 100 invånare
- Mikura-jima, cirka 20,58 km², cirka 300 invånare
- Miyake-jima, cirka 55,50 km², cirka 2 900 invånare
- Nii-jima, cirka 23,87 km², cirka 2 700 invånare
- To-shima, cirka 4,12 km², cirka 330 invånare

samt övriga öar:
- Aoga-shima, cirka 5,98 km², cirka 200 invånare
- Beyonesu retsugan (Bayonaiseklipporna), obebodd
- Shikine-jima, cirka 3,90 km², cirka 600 invånare
- Sumisutō-jima, obebodd
- Sofugan, obebodd
- Tori-shima, obebodd

Den högsta höjden är vulkanen Mihara-yama på cirka 764 m ö.h. och finns på huvudön. Ögruppen ingår i också i nationalparken Fuji-Hakone-Izu nationalpark.
Befolkningen uppgår till cirka 27 000 invånare där de flesta bor på huvudön. 

## Historia
Det är osäkert när öarna upptäcktes men de har bebotts sedan lång tid. Redan under Edoperioden användes åtminstone Miyake-jima och Hachijō-jima till exil för kriminella.
1936 skapades Fuji-Hakone-Izu Nationalpark där öarna ingår.
1986 fick vulkanen Mihara-yama sitt senaste utbrott. Även undervattenvulkanen Myōjin-shō hade ett utbrott 1953 då cirka 30 människor på ett fartyg i närheten omkom. Senaste aktiviteten hade vulkanen Oyama på Miyake-jima år 2000 då hela befolkningen evakuerades.

## Administrativ indelning
Administrativt delas öarna mellan tre av Tokyo prefekturs subprefekturer:
- Ōshima subprefektur
  - Ōshima landskommun (Ōshima-machi): Izu Ōshima
  - Toshima by: Toshima
  - Niijima by: Niijima och Shikinejima
  - Kōzushima by: Kōzushima
- Miyake subprefektur
  - Miyake by: Miyakejima
  - Mikurajima by: Mikurajima
- Hachijō subprefektur
  - Hachijō stad: Hachijōjima och Hachijōkojima
  - Aogashima by: Aogashima